# 诺曼·莫哈末

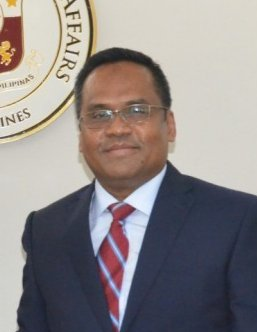
諾曼莫哈末

拿督诺曼莫哈末，也譯諾曼、诺曼慕哈末、诺曼·穆罕默德，馬來西亞外交官。

## 經歷
诺曼莫哈末爲登嘉楼人，2023年時56歲。
曾任洛杉矶总领事、阿根廷大使馆领事、东盟司副司长、外交部双边关系司副司长。 
2023年10月5日，受國家元首頒委任状任馬來西亞駐中華人民共和國大使。2023年11月8日抵華，次日遞交國書副本。2024年1月30日遞交國書。